# シウダー・フアレス
シウダー・フアレス（Ciudad Juárez）は、メキシコ北部のチワワ州の都市。人口は約150万人（2020年）で州内最大である。アメリカ＝メキシコ国境に接している。旧名はエル・パソ・デル・ノルテ（El Paso del Norte）。
リオ・グランデ川の対岸には国境を挟んで経済協定を締結したエルパソが存在し、両都市の総人口は270万人以上に達すると推定されている。
シウダー・フアレスとエルパソは四つの橋によって結ばれており2008年にはおよそ2,300万回の往来が確認されていて、アメリカとメキシコの出入口として機能している。
またこの都市は工業中心地としての飛躍的な成長を続けており、市内には300棟近くの組立工場が存在し2008年にニュース雑誌のfDi Intelligenceは同都市を「未来の都市」と指定した。
一時期非常に治安が悪化したが既に収束している。

## 歴史
1659年、ロッキー山脈へのルートを開拓していたスペイン人探検家でフランシスコ会のフライ（Fray）、ガルシーア・デ・サン・フランシスコ（García de San Francisco）によって「エル・パソ・デル・ノルテ」の町が造られた。
やがて同地はサンタフェ─チワワ間の商人の通り道として重要性を増し、先んじて作られていた伝道所の周りを中心に人口が増え始め「町」としての発展が始まった。
1750年頃にアパッチ族からの襲撃を受け町や伝道所が攻撃された。この頃町の人口は5,000人程となっていた。
1810年、ヌエバ・エスパーニャからの独立を目指したメキシコ独立革命（1810年-1821年）が始まる。
1832年、ベラスコの戦いでテクシャンがメキシコ合衆国に勝利。
1836年、テキサス革命（1835年-1836年）の講和条約・ベラスコ条約 でテキサス共和国（1836年-1845年）がメキシコ合衆国から独立。
1845年、テキサス併合。
1848年、米墨戦争（1846年 - 1848年）の講和条約、グアダルーペ・イダルゴ条約によってリオ・グランデ川を米墨国境とすることが確定した。
1850年3月、アメリカ合衆国領のリオ・グランデ川北岸はエルパソ郡エルパソと呼ばれるようになった。
1863年、メキシコシティがフランス軍に制圧されたため、当時のメキシコの大統領、ベニート・フアレス率いる共和党が一時的にエルパソ・デル・ノルテに移住し、フランス軍の侵略戦争（メキシコ出兵）に抵抗した。その行為に敬意を表す形で1888年にエルパソ・デル・ノルテはシウダー・フアレスに改称された。
1882年にはメキシコ中央鉄道が開通したことにより市はさらなる発展を遂げ、銀行が設立されたり電話の利用が可能になったりと生活水準が向上し経済も活性化した。

### ディアス政権下での発展
ポルフィリオ・ディアス政権下でもシウダー・フアレスは順調な経済発展を遂げ、1889年には闘牛場が、1906年には高等教育機関が設立された他同年に上下水道が整備され公園・学校・図書館等の公共施設も点在するようになった。
しかし銀の価格低下や深刻な水不足がシウダー・フアレスの経済へ打撃を与えてしまい、経済危機を引き起こした同都市から労働者がアメリカへと逃走する事例も多発した。
この経済危機によって被害を受けた経済を建て直すため、後にシウダー・フアレス市は観光業の活性化に力を入れ始めた。

### メキシコ革命
1911年5月にフランシスコ・マデロに率いられた3,000名程の革命軍がシウダー・フアレスを包囲下に置き、2日間における革命軍と正規軍の熾烈な戦闘の末同市の大半が制圧されたことにより駐在する正規軍が降伏したとともに陥落した。
後に内戦が終結すると、徐々に現代メキシコの基礎が形成されるようになった。

### 20世紀
マキラドーラの発達とともに治安が悪化、特に女性に対する暴行事件が1990年代以降に急増し、フェミサイド事件や女性誘拐事件が頻発している。また北米自由貿易協定の発効に伴い農村が疲弊し失業者が増大、誘拐ビジネスが横行するようになった。アメリカ合衆国テキサス州のエルパソと隣り合う（El Paso–Juárez）ことからアメリカへの不法入国者が急増した。また1984年にはシウダー・フアレス放射能汚染事故が発生した。

### 21世紀
2005年には麻薬カルテルのシナロア・カルテルとフアレス・カルテルの間の抗争が勃発、2008年以降は急速に激化し、治安悪化のため駐留した連邦軍や連邦警察との間で内戦状況を呈していた（詳しくはメキシコ麻薬戦争）。2016年時点では既に収束しているが安全になったわけではない。
2023年1月1日、市内の州立刑務所が武装集団の襲撃を受け警備員ら14人が死亡する一方、受刑者24人が脱走した。刑務所内では暴動も発生した。
2023年3月27日、移民局（INM）が運営する収容施設の宿泊棟で放火による火災が発生。アメリカへの移民を目指していたグアテマラ出身者ら40人以上が死亡した。

## 地理
シウダー・フアレスは北米最大の砂漠であるチワワ砂漠の中に位置し、ケッペンの気候区分では砂漠気候に属している。街の南には、大規模なサマラユーカ砂丘、保護地域がある。この環境は、極端な天候にシウダー・フアレスの特徴、特に風が頻繁に市内で生成近くに砂漠の砂嵐と一緒にソースを記録した。

### 国境の町
市の北側にメキシコとアメリカの国境（アメリカ＝メキシコ国境）でもあるリオ・グランデ川が流れている。
2018年11月、中米からの移民キャラバンの一部がシウダー・フアレス側からアメリカ＝メキシコ国境を越えてアメリカ入国を図ったが拘束されている。

## 経済
エルパソ地域経済開発公社は同市を「北米のどの都市よりも工業用地を吸収している都市」と発表し、また上記の通り同都市は「未来の都市」とも位置付けられている。
工場が集中しているため製造業の中心地となっており、さらに多くの会社が同市を事業拠点として選んでいて設計や研究開発や品質保証等の職種で3,000人以上のエンジニアを雇用している。
またシウダー・フアレスはメキシコ国内の中でも外国からの投資が多い都市である。

## 気候
シウダー・フアレスはチワワ砂漠から近いため、気候は異常に乾燥している上、最高気温と最低気温に大きな差がある。夏季の平均最高気温は摂氏35度に上り、最低気温は摂氏20度以下になる。冬季の平均最高気温は摂氏14度で、最低気温は摂氏0度である。冬と春は降水量が少ないが雪が降ることがある。
| シウダー・フアレスの気候                                                                                                | シウダー・フアレスの気候 | シウダー・フアレスの気候 | シウダー・フアレスの気候 | シウダー・フアレスの気候 | シウダー・フアレスの気候 | シウダー・フアレスの気候 | シウダー・フアレスの気候 | シウダー・フアレスの気候 | シウダー・フアレスの気候 | シウダー・フアレスの気候 | シウダー・フアレスの気候 | シウダー・フアレスの気候 | シウダー・フアレスの気候 |
| 月 | 1月                      | 2月                      | 3月                      | 4月                      | 5月                      | 6月                      | 7月                      | 8月                      | 9月                      | 10月                     | 11月                     | 12月                     | 年                       |
| --- | ------------------------ | ------------------------ | ------------------------ | ------------------------ | ------------------------ | ------------------------ | ------------------------ | ------------------------ | ------------------------ | ------------------------ | ------------------------ | ------------------------ | ------------------------ |
| 最高気温記録 °C （°F）                                                                                                  | 28.0 (82.4)              | 30.0 (86)                | 33.0 (91.4)              | 39.0 (102.2)             | 42.0 (107.6)             | 49.0 (120.2)             | 47.3 (117.1)             | 41.5 (106.7)             | 41.0 (105.8)             | 38.0 (100.4)             | 32.0 (89.6)              | 34.0 (93.2)              | 49.0 (120.2)             |
| 平均最高気温 °C （°F）                                                                                                  | 14.7 (58.5)              | 18.0 (64.4)              | 21.6 (70.9)              | 26.6 (79.9)              | 31.3 (88.3)              | 35.7 (96.3)              | 35.4 (95.7)              | 34.2 (93.6)              | 31.1 (88)                | 25.9 (78.6)              | 19.4 (66.9)              | 15.8 (60.4)              | 25.8 (78.4)              |
| 日平均気温 °C （°F） | 7.2 (45)                 | 9.9 (49.8)               | 13.4 (56.1)              | 18.0 (64.4)              | 22.7 (72.9)              | 27.2 (81)                | 28.1 (82.6)              | 27.0 (80.6)              | 23.6 (74.5)              | 18.1 (64.6)              | 11.6 (52.9)              | 8.0 (46.4)               | 17.9 (64.2)              |
| 平均最低気温 °C （°F）                                                                                                  | −0.2 (31.6)              | 1.9 (35.4)               | 5.1 (41.2)               | 9.4 (48.9)               | 14.1 (57.4)              | 18.7 (65.7)              | 20.8 (69.4)              | 19.9 (67.8)              | 16.0 (60.8)              | 10.3 (50.5)              | 3.7 (38.7)               | 0.2 (32.4)               | 10.0 (50)                |
| 最低気温記録 °C （°F）                                                                                                  | −18.0 (−0.4)             | −27.0 (−16.6)            | −13.0 (8.6)              | −5.0 (23)                | 1.0 (33.8)               | 5.0 (41)                 | 10.0 (50)                | 10.0 (50)                | 7.0 (44.6)               | −3.0 (26.6)              | −17 (1)                  | −21.0 (−5.8)             | −27.0 (−16.6)            |
| 降水量 mm （inch） | 12.1 (0.476)             | 11.3 (0.445)             | 7.8 (0.307)              | 5.6 (0.22)               | 7.8 (0.307)              | 17.9 (0.705)             | 50.7 (1.996)             | 49.6 (1.953)             | 47.1 (1.854)             | 22.8 (0.898)             | 10.1 (0.398)             | 11.4 (0.449)             | 254.2 (10.008)           |
| 平均降水日数 （≥0.1 mm）                                                                                                | 3.5                      | 2.6                      | 2.1                      | 1.3                      | 1.8                      | 3.0                      | 6.7                      | 6.7                      | 5.2                      | 3.8                      | 2.6                      | 2.5                      | 41.8                     |
| 平均降雪日数 | 0.72                     | 0.69                     | 0.57                     | 0                        | 0                        | 0                        | 0                        | 0                        | 0                        | 0                        | 0.50                     | 0.41                     | 2.89                     |
| 平均月間日照時間 | 248                      | 254                      | 310                      | 330                      | 372                      | 390                      | 341                      | 341                      | 330                      | 310                      | 270                      | 248                      | 3,744                    |
| 出典1：1 Servicio Meteorológico Nacional (record highs and October record low) (November record high, and record lows), |                          |                          |                          |                          |                          |                          |                          |                          |                          |                          |                          |                          |                          |
| 出典2：Colegio de Postgraduados (snowy days) BBC Weather (sun only).                                                    |                          |                          |                          |                          |                          |                          |                          |                          |                          |                          |                          |                          |                          |

## 交通

### 空港
市内の中心部から12km程離れた場所にシウダー・フアレス国際空港があり、国内の主要都市との定期便がある。空港からはシャトルバスが運行し、エルパソまで運転している。

### 鉄道
鉄道は、フェロメックスが運営する路線が存在する。貨物列車の運行のみであるが、しばしば中南米からアメリカを目指す移民が、移動手段として無断で貨物列車に乗り込むことがある。

### バス
バスは市内の主要交通機関となっていて、乗車料金は約8ペソ。
近年バスの老朽化が問題となっている。

## 人口統計
1990年の統計では市の人口は約78万人だったが、30年間で倍増した。人口増加率はメキシコの都市の中でも高い水準にある。
国境を越えてアメリカ合衆国のテキサス州エルパソと共に二国間に跨る大きな生活圏を作り上げており、米墨間の生活圏としてはティフアナ（メキシコ） - サンディエゴ（アメリカ）に次ぐ。

## 教育
最新の推計によると市内の識字率は全国平均に比較的近く、15歳以上の市民のうち97.3%が読み書きが可能である。
また市内には約20校程の高等教育機関があるとされ、その中でも1968年に設立されたシウダー・フアレス自治大学は市内最大の高等教育機関となっている。

## 麻薬組織の活動
- 2008年頃から麻薬カルテルの抗争が激化。メキシコ政府が取り締まりも強化しているにもかかわらず、市内で白昼に銃撃戦が発生するほど急速に治安が悪化した。同市では、2008年を通じて1,600人が麻薬がらみの事件で死亡。抗争はそれでも収まらず2009年には、2,575件の殺人事件が発生した[26]。
- 2010年1月31日未明、武装グループがパーティー会場を襲撃し、高校生ら13人（15人とも[14]）を射殺、負傷者が多数発生する事件が発生[27]。カルデロン大統領は、殺害された高校生たちは無実であると発表している[14]。警察当局からの話として、抗争に絡んで誘拐などに加担する高校生の存在が報道された[要出典]。
- シウダー・フアレスは長い間、その高い殺人率に起因する世界で最も危険な都市として見なされていた。しかし2010年から2011年にかけて殺人率は57％減少した。また、誘拐発生率は70%減少した。[要出典]
- 以前、急速に治安が悪化し「戦争地帯を除くと世界で最も危険な都市」と恐れられていた[28]。しかし2012年にホンジュラスの都市サン・ペドロ・スーラに抜かれ、「世界で2番目に危険な場所」になった[29]。

## ギャラリー

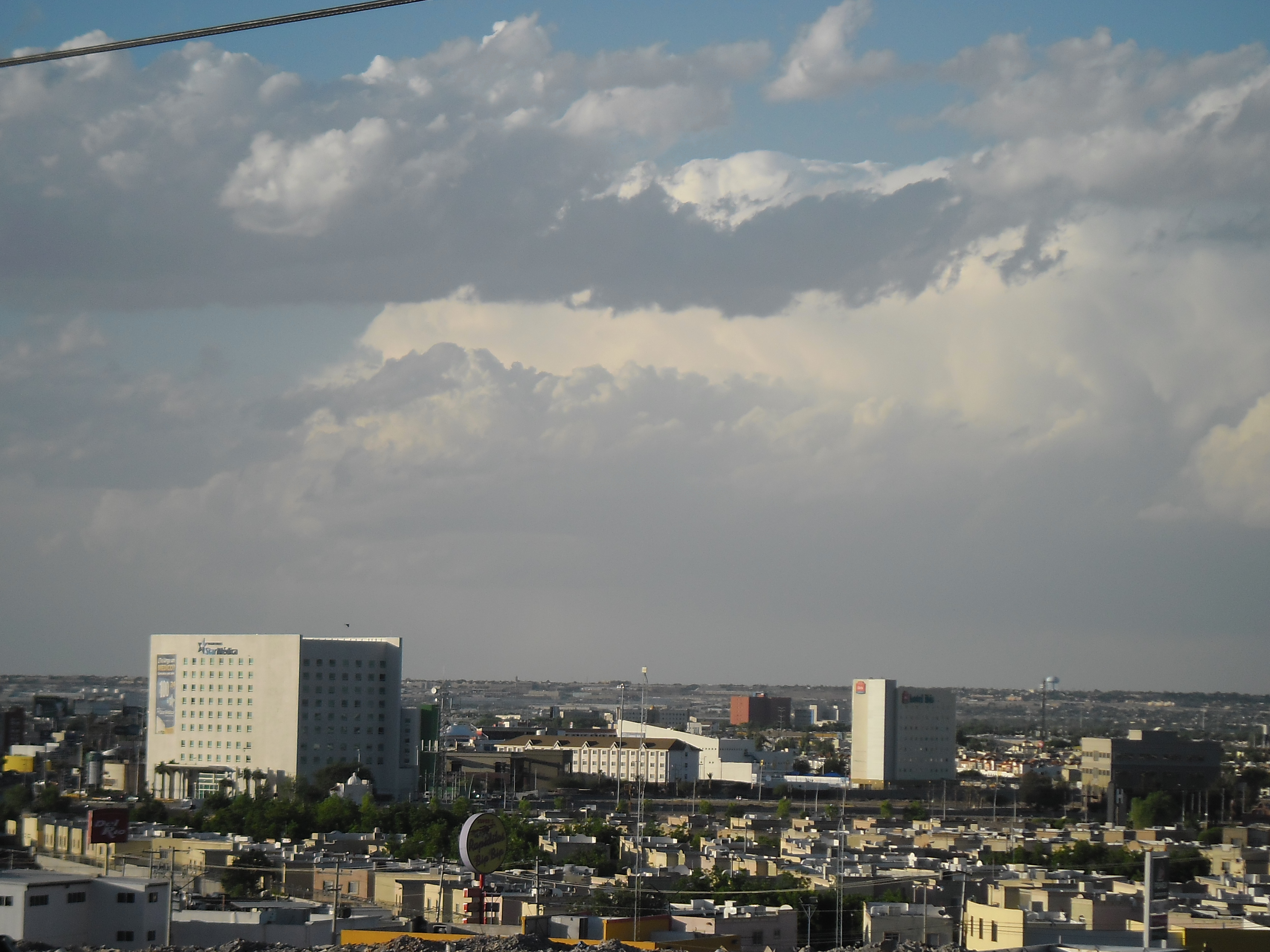
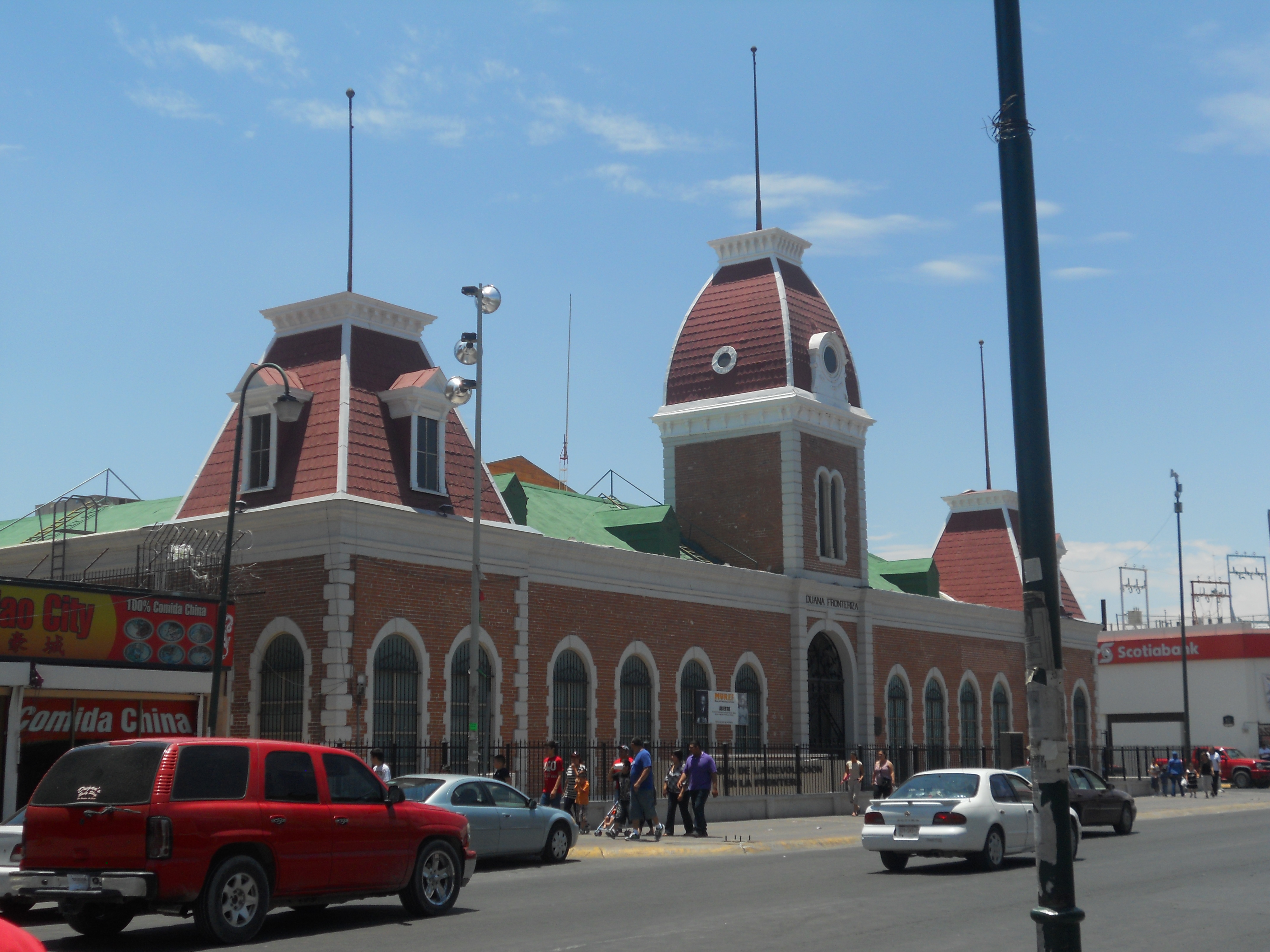
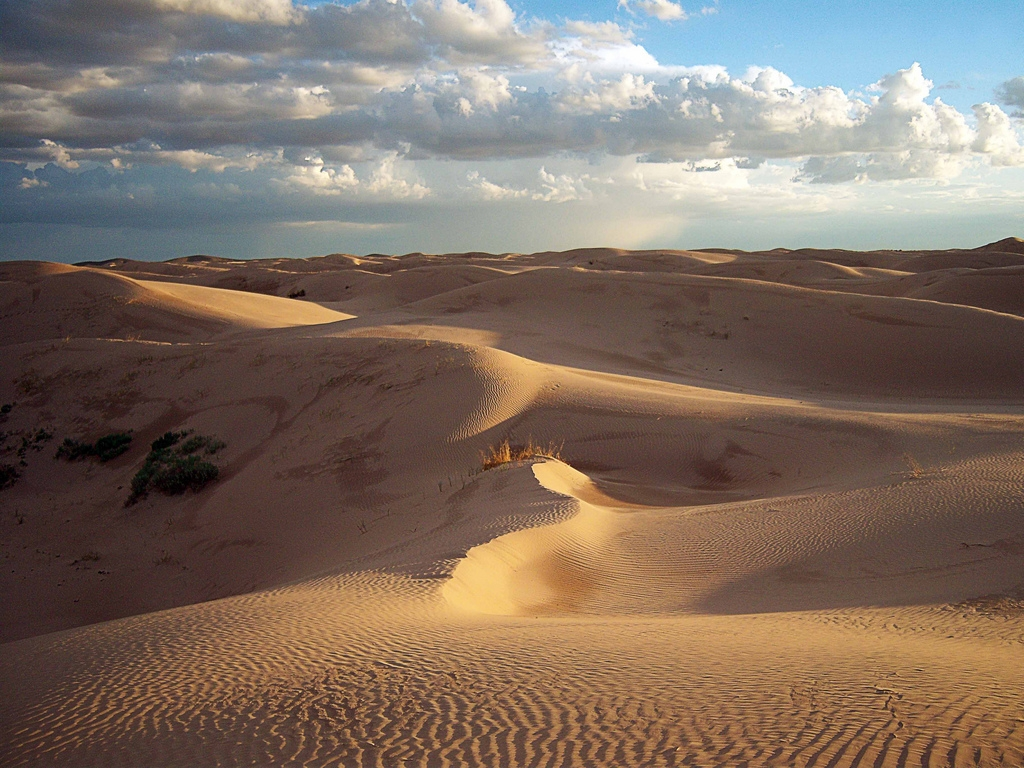
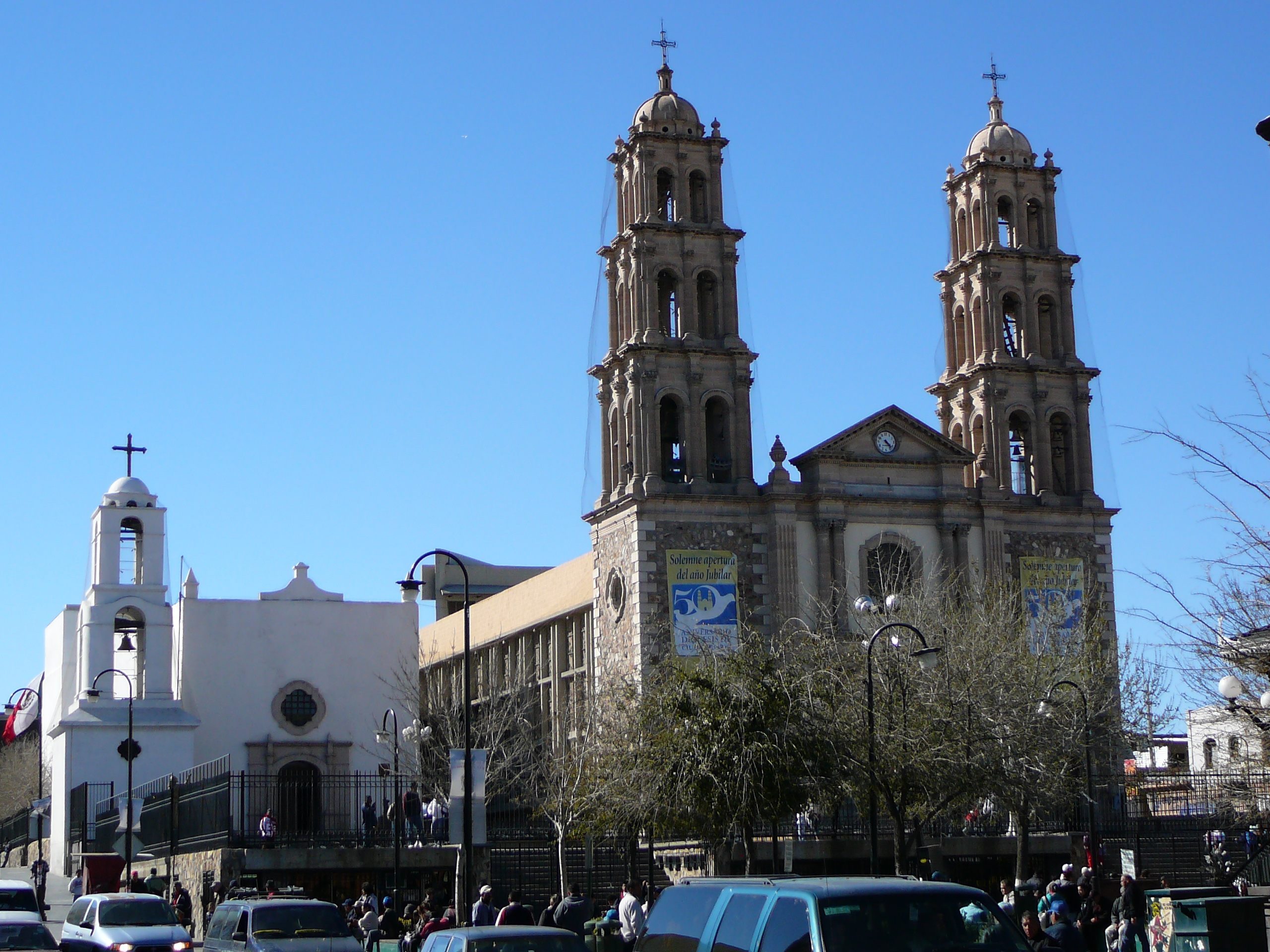
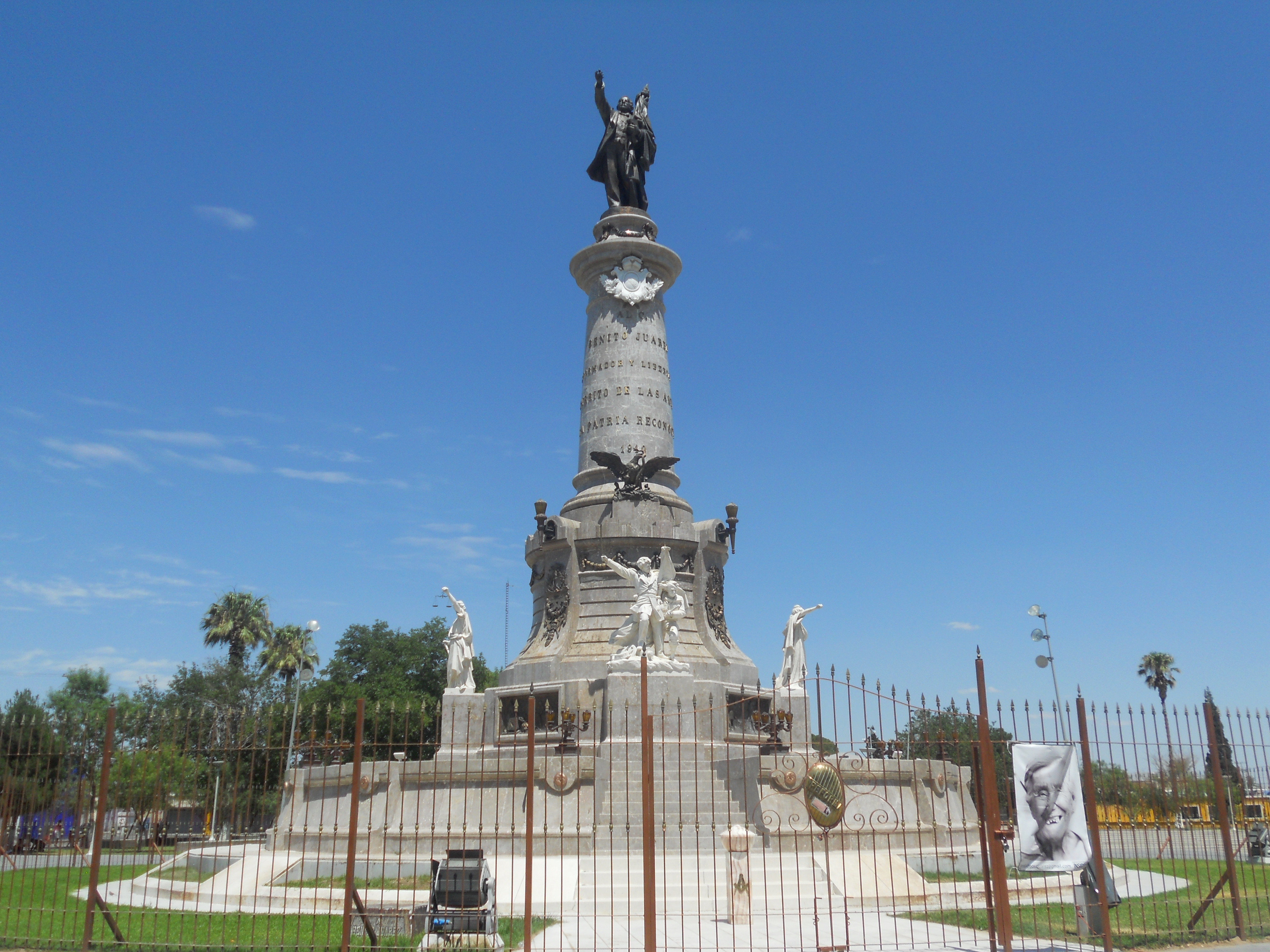
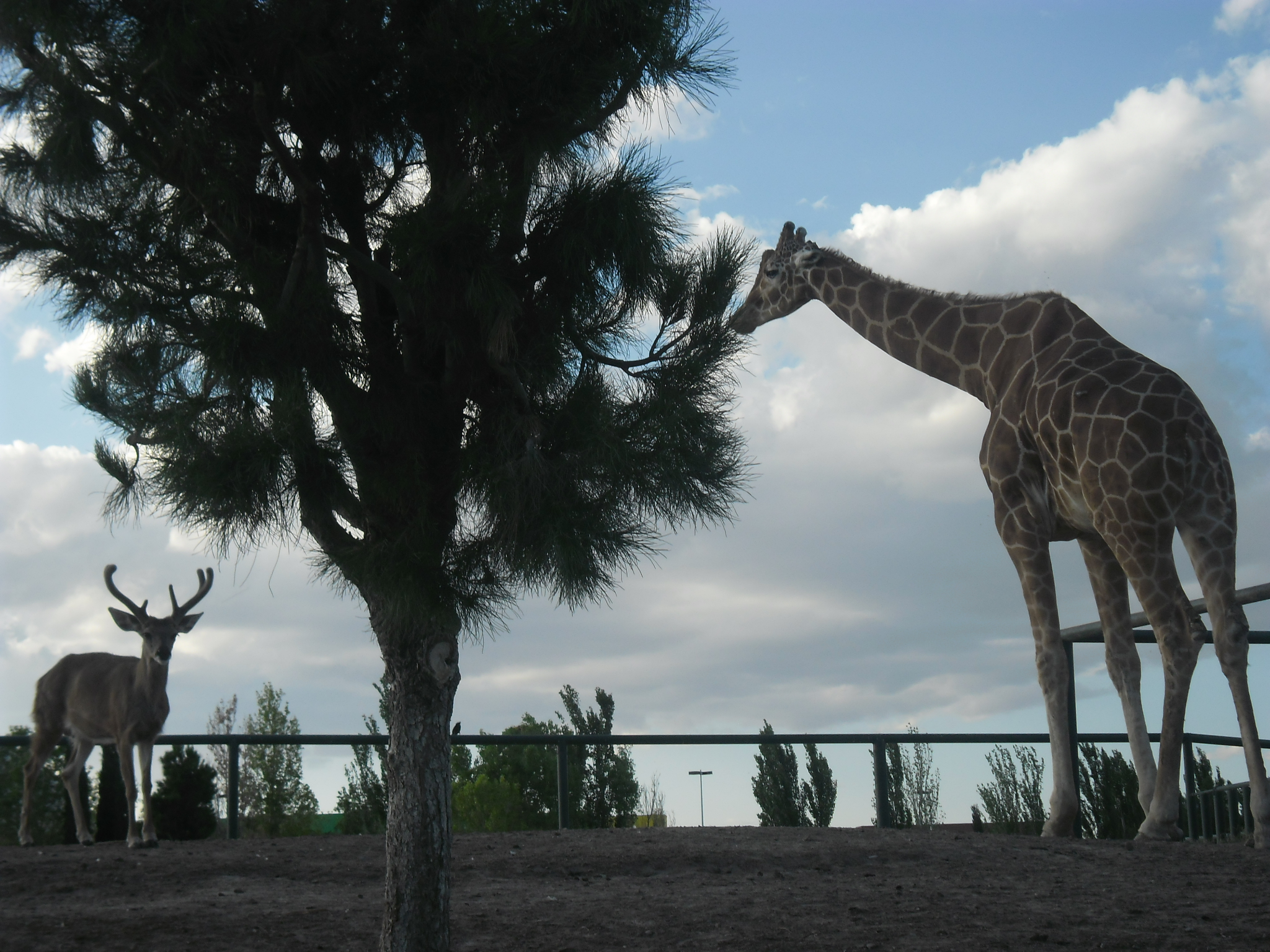